# 亞雷什基 (日托米爾州)
49°54′49″N 29°12′19″E / 49.91361°N 29.20528°E
亞雷什基（羅馬化：Yareshky）是烏克蘭北部的村莊，隸屬日托米爾州的別爾季切夫區。該村處於卡緬卡河畔，始建於十六世紀，面積10平方公里，海拔高度234米，2001年人口517。